# João Victor de Souza Menezes
João Victor de Souza Menezes, noto semplicemente come Souza (Mauá, 16 giugno 2006), è un calciatore brasiliano, difensore del Santos.

## Caratteristiche tecniche
È un terzino sinistro.

## Carriera

### Club
Cresciuto nel settore giovanile del Santos, il 12 luglio 2022 ha firmato il suo primo contratto professionistico con il club bianconero; ha debuttato in prima squadra l'11 febbraio 2024 nell'incontro del campionato Paulista pareggiato 2-2 contro il Mirassol ed ha concluso il 2024 con la vittoria della seconda divisione brasiliana, categoria nella quale ha giocato 8 partite; nel 2025 fa il suo esordio nella prima divisione brasiliana.

### Nazionale
Nel 2023 è stato convocato dalla nazionale brasiliana Under-17 per il campionato sudamericano di categoria, concluso con la vittoria finale, e per il campionato mondiale Under-17.

## Statistiche

### Presenze e reti nei club
Statistiche aggiornate al 20 luglio 2025.
| Stagione        | Squadra         | Campionato      | Campionato | Campionato | Coppe nazionali | Coppe nazionali | Coppe nazionali | Coppe continentali | Coppe continentali | Coppe continentali | Altre coppe | Altre coppe | Altre coppe | Totale | Totale | Totale |
| Stagione        | Squadra         | Comp            | Pres       | Reti       | Comp            | Pres            | Reti            | Comp               | Pres               | Reti               | Comp        | Pres        | Reti        | Pres   | Reti   |        |
| --------------- | --------------- | --------------- | ---------- | ---------- | --------------- | --------------- | --------------- | ------------------ | ------------------ | ------------------ | ----------- | ----------- | ----------- | ------ | ------ | ------ |
| 2024            | Santos          | A1/SP+B         | 1+8        | 0          | CB              | 0               | 0               | -                  | -                  | -                  | -           | -           | -           | 9      | 0      |        |
| 2025            | Santos          | A1/SP+A         | 4+5        | 0          | CB              | 1               | 0               | -                  | -                  | -                  | -           | -           | -           | 10     | 0      |        |
| Totale carriera | Totale carriera | Totale carriera | 18         | 0          |                 | 1               | 0               |                    | -                  | -                  |             | -           | -           | 19     | 0      |        |

## Palmarès

### Club

#### Competizioni nazionali
- Campeonato Brasileiro Série B: 1

Santos: 2024

### Nazionale
- Campionato sudamericano Under-17: 1

Ecuador 2023